# Коронадо (муниципалитет)
Коронадо (исп. Coronado) — муниципалитет в Мексике, штат Чиуауа с административным центром в городке Хосе-Эстебан-Коронадо. Численность населения, по данным переписи 2010 года, составила 2284 человека.

## Общие сведения
Название Coronado дано в честь одного из участников «войны за реформу» генерала Хосе Эстебана Коронадо.
Площадь муниципалитета равна 1890 км², что составляет 0,76 % от общей площади штата, а наивысшая точка — 1728 метров, расположена в поселении Ла-Бонита.
Он граничит с другими муниципалитетами штата Чиуауа: на севере с Альенде и Лопесом, на востоке с Хименесом, на западе с Матаморосом, а на юге граничит с другим штатом Мексики — Дуранго.

## Учреждение и состав
Муниципалитет был образован 14 декабря 1860 года, в его состав входит 36 населённых пунктов, самые крупные из которых:
| Код INEGI | Населённый пункт                                                                                 | Численность населения (2005 год) | Численность населения (2010 год) |
| --------- | ------------------------------------------------------------------------------------------------ | -------------------------------- | -------------------------------- |
| 014       | Всего                                                                                            | 2046                             | 2284                             |
| 0001      | Хосе-Эстебан-Коронадо (исп. José Esteban Coronado) 26°44′14″ с. ш. 105°09′30″ з. д.              | 976                              | 1121                             |
| 0018      | Итурральде (Эль-Орьенте) (исп. Iturralde (El Oriente)) 26°48′03″ с. ш. 105°08′07″ з. д.          | 239                              | 276                              |
| 0012      | Эмилиано-Сапата (исп. Emiliano Zapata) 26°52′31″ с. ш. 105°07′50″ з. д.                          | 135                              | 164                              |
| 0005      | Бенито-Хуарес (исп. Colonia Benito Juárez (La Loma de la Cruz)) 26°44′01″ с. ш. 105°08′20″ з. д. | 172                              | 162                              |
| 0010      | Конкиста-Агрария (исп. Conquista Agraria) 26°38′00″ с. ш. 105°09′38″ з. д.                       | 114                              | 148                              |

## Экономика
По статистическим данным 2000 года, работоспособное население занято по секторам экономики в следующих пропорциях: сельское хозяйство, скотоводство и рыбная ловля — 62,3 %, промышленность и строительство — 11,6 %, сфера обслуживания и туризма — 23,6 %, прочее — 2,5 %.

## Инфраструктура
По статистическим данным 2010 года, инфраструктура развита следующим образом:
- электрификация: 97,2 %;
- водоснабжение: 98,8 %;
- водоотведение: 95,6 %.

## Фотографии

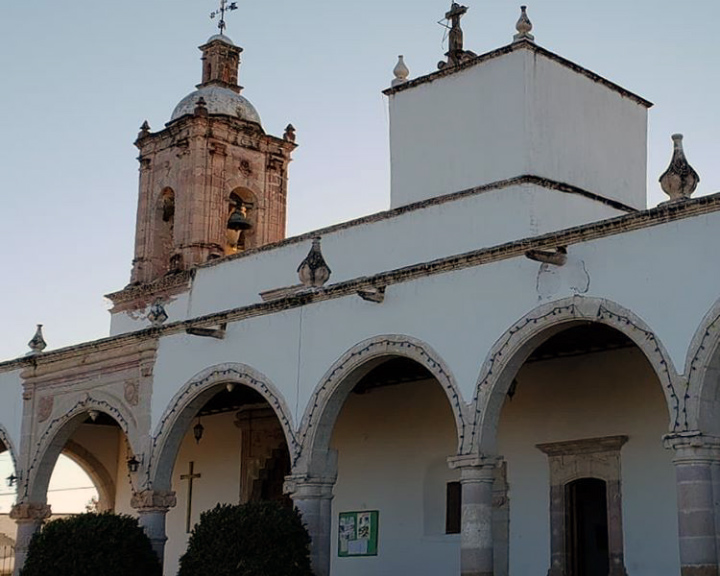
Церковь Святого Франциска
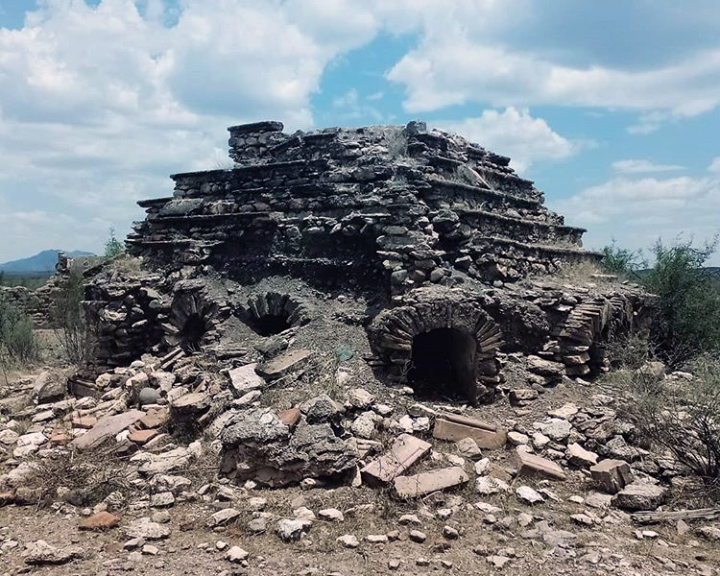
Руины бывшей асьенды Мартеленьо